# Rick Nicolet
Rick Nicolet, geboren als Hendrika Nicolette Koek (Wilnis, 21 december 1943), is een Nederlandse actrice.

## Loopbaan
Nicolet speelde de rol van mevrouw Van Thijn in de soapserie Goede tijden, slechte tijden. Ook speelde ze gastrollen in Rozengeur & Wodka Lime en Lieve lust. In 1998 speelde Nicolet de rol van tante Piet in de musical De Jantjes, naast onder anderen Danny de Munk, Mariska van Kolck, Leontine Borsato en Johnny Kraaijkamp jr.
In het seizoen 2009–2010 speelde zij gastrollen in Flikken Maastricht (TROS) en Deadline (VARA). In 2013 vertolkte ze de hoofdrol in de korte film Stand-by Me naast Jules Roijaards.
Nicolet is getrouwd met acteur René van Asten. Ze wonen in de Nieuwmarktbuurt in Amsterdam.

## Filmografie

### Films
- Spijt! – Oma (2013)
- Stand-by Me – Johanna (2013)
- Daglicht – Mevrouw Van Hees (2013)
- Ontwaking – Oma (2011)
- De Sportman van de Eeuw – Oude Tjitske (2006)
- Ik omhels je met 1000 armen – Livia (2006)
- Stille Nacht – Mevrouw Brouwer (2004)
- De dominee – Rie Slotemaker (2004)
- Dat is nooit mijn naam geweest – Gonnie (1999)
- Kruimeltje – Moeder Keyzer (1999)
- De Jantjes – Tante Piet (1998)
- Roomservice 'n Candid Comedy – Mevrouw Van Serooskerken (1996)
- Always yours, for never – Hanna (1996)
- Naar de klote! - Jacqueline's moeder (1996)
- Richting Engeland – Moeder van Hans (1993)
- Eva Bonheur – Mop (1990)

### Series

#### Vaste rol
- Medisch Centrum West – Nel Bakker (2024-heden)
- Bernhard, schavuit van Oranje – Koningin Wilhelmina (afl. "De held", "De crisis", "De val", 2010)
- Hunting & Zn. – Moeder Meijer (2010)
- Rozengeur & Wodka Lime – Corry Teijsse (2001)
- Vrouwenvleugel – Tonny de Boer (1993-1995)

#### Terugkerende rol
- Goede tijden, slechte tijden – Elisabeth (2025-heden)
- Adem in, Adem uit – Moeder van Jolanda (2021)
- Het geheime dagboek van Hendrik Groen – Ria Travemundi (2017)
- Dokter Deen – Klaartje Barendtz (2012-2018)
- Deadline – Moeder van Tamara Zorgvlied (2010)
- Na dobre i na złe – Moeder van Ruud (2009-2010)
- Lieve lust – Moeder van Andy (2006)
- Zes minuten – Moeder (2004)
- Goede tijden, slechte tijden – Marian van Thijn (1990-1991)

#### Gastrol
- Het gouden uur – Moeder van politieagente (2022)
- Rembrandt en ik – Neeltje (afl. "Jan Lievens", 2011)
- Flikken Maastricht – Helma Matema (afl. "Eerwraak", 2009)
- 13 in de oorlog – Riet Haveman (afl. "Arnhem", 2009)
- Grijpstra & de Gier – Joops moeder (afl. "Geld stinkt!", 2006)
- Enneagram – Maria (afl. "Maria's vermogen", 2005)
- Verkeerd verbonden – rol onbekend (afl. "Droomspel", 2001)
- Dok 12 – Diane Hekkers (afl. "Dokdykes", 2001)
- Wet & Waan – Rechter (afl. "Saskia", 2001)
- Russen – Lies Schipper / Helen (afl. "Het Eerste Lijk", 2000 / "Wraakengel", 2003)
- Blauw blauw – Betty den Drijver (afl. "Familiebanden", 2000)
- De aanklacht – Moeder van Stijn (afl. "De zaak: Icarus", 2000)
- Zebra – Atie Collewijn (afl. "De bloei van Mandalay", 1998)
- 't Zal je gebeuren... – Sabine (afl. "Een redelijke prijs", 1996)
- Fort Alpha – Hermine Ploos (afl. "Maten naaien", 1996)
- Voor hete vuren – Rol onbekend (afl. "Broederliefde", 1995)
- Coverstory – Rietje de Wilde / Hitske Bierma (afl. "De mafia als huisbaas", 1993 / "De pechvogel", 1995)
- Bureau Kruislaan – Kerkbode kater (afl. "Vergeef ons onze schuld", 1992)